# Tamarix ramosissima
Tamarix ramosissima es una especie de arbusto caducifolio perteneciente a la familia de las tamaricáceas.

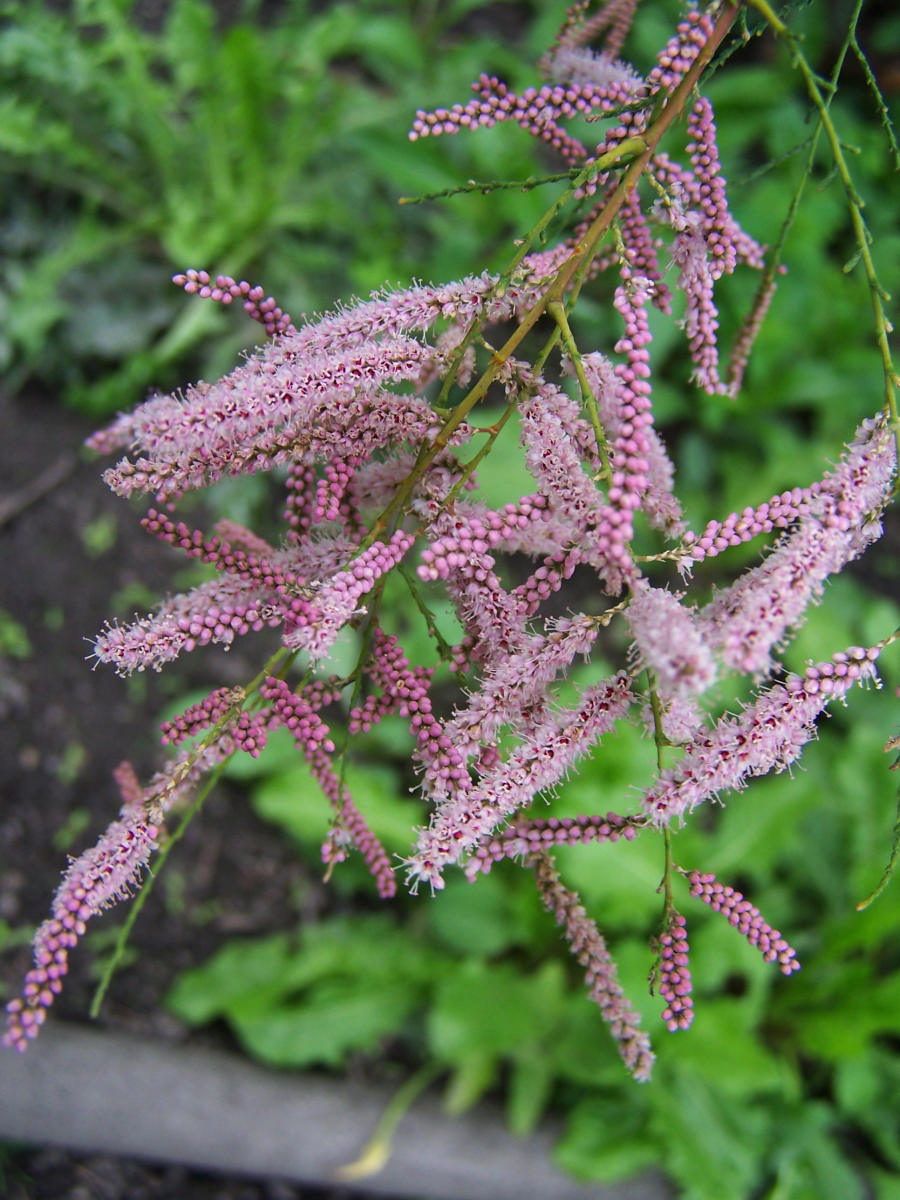
Detalle de las inflorescencias

## Descripción
Tamarix ramosissima es un arbusto chinito o árbol pequeño nativo de Europa y Asia. Es un arbusto vigoroso, cultivado por sus hojas caducas con tallos ornamentales de color rojizo, sus flores vistosas  y sus hojas plumosas son inusuales. Su rusticidad y tolerancia a suelos pobres la hacen de una fácil popularidad, creciendo como arbustos. Puede crecer hasta los 8 m de altura y de hasta 5 m de ancho. Se puede utilizar como un arbusto pantalla, para la protección contra el viento, como cobertura informal.
Tamarix ramosissima  produce racimos verticales de pequeñas flores, de color rosa, con cinco pétalos, desde finales del verano hasta principios de otoño, que cubren la madera nueva de la planta. Es tolerante a muchos tipos de suelos, pero prefiere un buen drenaje, suelos ligeros y arenosos, a pleno sol. Esta planta se considera una especie invasora en los climas más cálidos.

## Las especies invasoras
Tamarix ramosissima es una las principales especies de plantas invasoras en el suroeste de Estados Unidos y los desiertos de California, donde consumen grandes cantidades de agua subterránea en la ribera y los oasis de los hábitats. El equilibrio y la fuerza de la flora y fauna nativa está siendo ayudadas por varios proyectos de restauración, mediante la eliminación, al igual que las malas hierbas nocivas, de los bosques de Tamarix.

## Taxonomía
Tamarix ramosissima fue descrita por Karl Friedrich von Ledebour y publicado en Flora Altaica 1: 424–426. 1829.
Etimología
El nombre de este género conserva el que le daban los romanos y se cree derivado del río Tamaris de la Tarraconense -al parecer el actual río Tambre- en cuyas orillas crecían con profusión estos arbustos.
ramosissima, epíteto que hace referencia a que está muy ramificada.
sinonimia
- Tamarix altaica Nied.
- Tamarix eversmannii C. Presl ex Bunge
- Tamarix odessana Steven ex Bunge[4]